# Doyle (Wisconsin)
Doyle – miasto w Stanach Zjednoczonych, w stanie Wisconsin, w hrabstwie Barron.